# Marti Friedlander

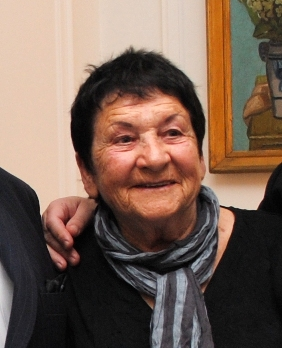
Marti Friedlander (2011)

Martha Friedlander CNZM (* 1928 in London, Großbritannien; † 14. November 2016) war eine neuseeländische Fotografin.

## Leben
Friedlander wurde als Tochter russisch-jüdischer Einwanderer geboren. Ab dem Alter von drei Jahren wuchs sie in Waisenhäusern auf. Nach ihrer Hochzeit mit einem Neuseeländer wanderte sie mit ihm 1958 in dessen Heimat aus. Ihr Ehemann arbeitete dort als Zahnarzt und sie als Krankenschwester. Zur selben Zeit begann sie in dem für sie fremden Land zu fotografieren und sich mit den konservativen Einwohnern zu befassen.
Mit dem Historiker Michael King arbeitete sie zusammen und fotografierte Frauen aus der Māoribevölkerung und deren Tätowierungen, den Tā moko. Einige dieser Aufnahmen wurden 2012 im Rahmen der Buchmesse Frankfurt zusammen mit den Werken anderer Neuseeländer in Frankfurt am Main ausgestellt.
Im Oktober 2016 eröffnete Friedlander, dass sie an Brustkrebs in fortgeschrittenem Stadium litt. Sie starb am 14. November 2016.

## Ehrungen und Auszeichnungen
- 1998: Commander des New Zealand Order of Merit

## Veröffentlichungen
- mit McNeish: Larks in a Paradise. New Zealand Portraits. Collins Harvill, London 1974, ISBN 0-002114976.
- mit Grahame Keen (Text): Atoll. Department of Education, School Publication Board, Wellington, Neuseeland 1976.
- mit Michael King (Text): Moko: Maori Tattooing in the 20th Century, 2. Auflage 1992. Bateman, Auckland, Neuseeland, ISBN 1-86953-088-8.

## Filmische Dokumentation
- Shirley Horrocks (Hrsg.): Marti: The Passionate Eye. Point of View Productions, Auckland, Neuseeland 2004.